# Dami
Kim Da-mi (Hangul: 서미현, sinh ngày 1 tháng 12 năm 2003) hiện là thực tập sinh của công ty Kakao M. Cô nằm trong dự án Future LOEN dự kiến ra mắt năm 2020.

## Tiểu sử
Dami sinh ngày 1 tháng 12 năm 2003 tại Hàn Quốc. Cô hiện đang học tại Trường Trung học Nghệ thuật Hanlim.